# Рандгір Сінґг Джентл
Рандгір Сінґг Джентл (22 вересня 1922 — 25 вересня 1981) — індійський хокеїст на траві.
Олімпійський чемпіон 1948, 1952, 1956 років.